# Arriconha
 Arriconha é uma pequena aldeia portuguesa situada na freguesia de Tagilde, concelho de Vizela, no distrito de Braga. São Gonçalo de Amarante terá nascido neste lugar.